# Občina Rače-Fram
Občina Rače-Fram (slovinsky Občina Rače-Fram, německy Gemeinde Kranichsfeld-Frauheim) je jednou z 212 občin ve Slovinsku. Nachází se v Podrávském regionu na území historického Dolního Štýrska. Občinu tvoří 14 sídel, její rozloha je 51,2 km² a k 1. lednu 2017 zde žilo 7 150 obyvatel. Správním střediskem občiny je vesnice Rače.

## Geografie
Občinu protíná severo-jižním směrem dálnice A1 vedoucí z Mariboru do Lublaně. Stejným směrem také prochází železniční trať. Nadmořská výška území se pozvolna zvedá od východu (248 m) směrem na západ až 923 m.

## Členění občiny
Občina se dělí na sídla: Brezula, Fram, Ješenca, Kopivnik, Loka pri Framu, Morje, Planica, Podova, Požeg, Rače, Ranče, Spodnja Gorica, Šestdobe, Zgornja Gorica.

## Sousední občiny
Sousedními občinami jsou: Hoče-Slivnica na severu, Starše na východě, Kidričevo na jihu a Slovenska Bistrica na jihozápadě.